# Cornelia Vossius
Cornelia Vossius (Dordrecht, 7 juli 1613 - Leiden, 28 januari 1638) was de dochter van hoogleraar Gerardus Vossius (1577-1649) en Elisabeth Junius (1585-1659). Ze werd tijdens haar leven beroemd om haar geleerdheid.
Gerardus Vossius trouwde met de dochter van zijn leermeester, de Leidse hoogleraar Franciscus Junius (theoloog). Hij had al een zoon uit een eerder huwelijk. Cornelia Vossius was de oudste dochter uit dit tweede huwelijk, ze had zes jongere broers en twee jongere zusjes. Als kind kreeg ze, net zoals haar broers en zussen, een uitgebreide opleiding van haar geleerde ouders. Ze kregen les in verschillende talen, muziek en geschiedenis. Cornelia beheerste al jong de talen Frans, Italiaans, Spaans, Latijn en Duits. De kinderen kregen ook veel les van inwonende studenten, die zelf les kregen van hun vader die in die tijd hoogleraar werd in Amsterdam. Ook hield Cornelia Vossius zich bezig met muziek en andere kunstvormen. Toen hun moeder ziek werd, kwam het voeren van het huishouden steeds meer op de schouders van Cornelia Vossius terecht, waardoor er voor studie weinig tijd meer overbleef. Door haar geleerdheid viel Cornelia op; niet veel vrouwen in die tijd hadden de mogelijkheid om zich op de studie te richten. Ze verkreeg in binnen- en buitenland faam als buitengewoon geleerde vrouw.
Op 28 januari 1638 overleed Cornelia Vossius bij een ongeluk met een slee, waarbij de slee door het ijs zakte en de inzittenden te water raakten. Joost van den Vondel schreef een klaagdicht over haar dood.